# General-Admiral-Klasse
Die General-Admiral-Klasse war eine Klasse von zwei russischen Panzerfregatten, die als die ersten Panzerkreuzer überhaupt angesehen werden. Sie wurden zwischen 1870 und 1877 erbaut. Ihr Zweck sollte der Angriff auf feindliche, insbesondere britische, Seeverbindungen sein.
Die Schiffe hatten eine lange Lebensdauer und waren noch im Zweiten Weltkrieg vorhanden. Zu ihrer eigentlichen Aufgabe wurden sie nie eingesetzt. Erst nach dem Umbau zu Minenlegern 1909 kamen sie zum Kriegseinsatz. Beide Schiffe wurden nach dem Zweiten Weltkrieg abgewrackt.

## Entwurf und technische Daten
Die General-Admiral-Klasse wurde als Folgeklasse zur Panzerfregatte Knjas Poscharski geplant. Dabei sollten im Vergleich zum Vorgänger die Kreuzereigenschaften stärker betont werden; ihre Hauptaufgabe sollte der Angriff gegen die feindliche Handelsschifffahrt sein (Handelskrieg). Es gab Überlegungen, die aus Holz gebaute große Fregatte General-Admiral (i) von 1858 neu zu bewaffnen und mit einer Panzerung zu versehen, schließlich entschied man sich aber für neue Schiffe.
Die Schiffe hatten eine Wasserverdrängung von 4600 tn. l., eine Länge über alles von 87 Metern (in der Wasserlinie: 86 Meter; zwischen den Loten: 85,75 Meter), eine Breite von 14,6 Metern und einen Tiefgang von 7 Metern (aus dem Buch von Aidan Dodson geht nicht hervor, inwieweit es sich hierbei und bei den Leistungsdaten des Antriebs um Entwurfsdaten oder tatsächliche Daten bei Fertigstellung handelt). Sie waren als Dreimast-Vollschiff getakelt. Als Antriebsanlage dienten vier (General-Admiral) bzw. fünf (Gerzog Edinburgski) Zylinderkessel, die Dampf für eine vertikal aufgestellte Verbund-Maschine lieferten. Die Maschine wirkte auf einen Propeller. Die indizierte Leistung betrug 5300 PS für eine Geschwindigkeit von 14 kn. Mit einem Kohlenvorrat von 1000 Tonnen sollte die Reichweite 5900 Seemeilen bei 10 kn betragen. Ursprünglich war ein Wasserstrahlantrieb angedacht gewesen. Ein solcher wurde gerade von der britischen Marine getestet, erwies sich aber als ineffizient.
Die Schiffe hatten einen schmalen Panzergürtel, der sich über die gesamte Schiffslänge erstreckte. In der Schiffsmitte war er 152 mm stark (die Panzerstärken sind aus den Angeben in Zoll in der Quelle umgerechnet), davor und dahinter war die Stärke auf 127 mm (oberer Teil des Panzergürtels) bzw. 102 mm (unterer Teil des Panzergürtels) verringert. Die Zentralbatterie für die Hauptbewaffnung auf dem Oberdeck hatte ebenfalls eine Panzerung von 152 mm Stärke. Aufgrund der geringen Höhe des Gürtelpanzers befand sich zwischen dem Gürtelpanzer und der Zentralbatterie eine ungepanzerte Lücke. Aidan Dodson macht keine Angaben zum Panzermaterial, aufgrund der Periode ist von Schmiedeeisen auszugehen.
General-Admiral trug eine Hauptbewaffnung von sechs 20,3-cm-Geschützen mit einer Kaliberlänge von L/30 in der Zentralbatterie. Die beiden vorderen und hinteren Geschütze waren so aufgestellt, dass sie Bestreichungswinkel nach vorne bzw. achtern hatten (im Bild ist erkennbar, wie hierzu die Stückpforten dieser Geschütze an den Ecken der vorspringenden Zentralbatterie angeordnet sind). Außerdem verfügte das Schiff über zwei 15,2-cm-L/28-Jagdgeschütze, einen 15,2-cm-Mörser, ein Torpedorohr und leichte Geschütze. Laut Dodson differieren die Bewaffnungsangaben für die Gerzog Edinburgski je nach Quelle, aber das Schiff trug wohl vier 20,3- und fünf 15,2-cm-Geschütze sowie drei Torpedorohre.
Die Besatzung bestand aus 482 Mann.
Die Schiffe wurden schwerer als geplant fertiggestellte. Bei der General-Admiral betrug das Mehrgewicht 500 tn. l., davon mehr als ein Drittel durch der Antriebsanlage, die dazu bei den Versuchsfahrten 1000 PS weniger leistete als geplant. Bei Versuchsfahrten 1879–80 war die Leistung weiter auf 4470 PS gefallen. Im Dienstbetrieb war lag die beste Leistung bei 2800 PS und 12,3 kn. Es gelang, 130 tn. l. an Gewicht zu entfernen, bis 1880 waren aber 330 tn. l. wieder hinzugefügt worden. Durch dieses Übergewicht lag der Panzergürtel komplett unter der Wasserlinie, außerdem war die Stabilität der Schiffe gefährdet. Dies hatte weitere Maßnahmen zur Folge.

## Schiffe der Klasse
|                    | Bauwerft                   | Kiellegung         | Stapellauf         | Fertigstellung     | Verbleib                                                   |
| ------------------ | -------------------------- | ------------------ | ------------------ | ------------------ | ---------------------------------------------------------- |
| General-Admiral    | St. Petersburg             | 27. November 1870  | 8. Oktober 1973    | 20. September 1875 | gestrichen 1937; in Leningrad gesunken und 1953 abgewrackt |
| Gerzog Edinburgski | Staatswerft St. Petersburg | 27. September 1870 | 10. September 1875 | 1877               | später als Mai 1945 abgewrackt                             |

Die Gerzog Edinburgski sollte ursprünglich Alexander Newski heißen, der Name wurde anlässlich der Heirat der Zarentochter Marija Alexandrowna Romanowa mit Prinz Alfred, dem damaligen Herzog von Edinburgh, geändert.

## Geschichte und Umbauten
Der Entwurf der Schiffe war 1869 abgeschlossen, aus finanziellen Gründen wurde mit dem Bau aber erst Ende 1870 begonnen.
Keines der Schiffe kam in der ursprünglichen Rolle zu Kriegseinsatz. Im Russisch-Osmanischen Krieg (1877–1878) war keines der Schiffe einsatzbereit. Für den Russisch-Japanischen Krieg waren sie zu alt.
Beide Schiffe wurden Mitte der 1880er Jahre im Fernen Osten eingesetzt. Danach wurde für General-Admiral ein tiefgreifender Umbau geplant. Durch den Einbau einer neuen 7000-PS-Maschine und durch die Entfernung des Panzergürtels sollte die Wasserverdrängung auf 4830 tn. l. verringert und die Geschwindigkeit auf 14 kn gesteigert werden. Tatsächlich wurden nur die Takelage und die Kapazität der Kohlenbunker reduziert. Danach erlebte die General-Admiral noch Einsätze in Ostsee und Mittelmeer. Ab den 1890er Jahren wurden beide Schiffe für Schulungszwecke eingesetzt.
1886 (General-Admiral) bzw. ca. 1890 (Gerzog Edinburgski) erhielten die Schiffe neue Zylinderkessel und trugen ab dann zwei Schornsteine. General-Admiral erhielt 1897 die Maschine der Zarenyacht Liwadija. Die Bewaffnung beider Schiffe wurde mehrfach geändert, anscheinend hatte die Gerzog Edinburgski ab den 1880er Jahren eine Hauptbewaffnung nur aus 15,2-cm-Geschützen.
Ab 1909 wurden beide Schiffe zu Minenlegern umgebaut und erhielten die neuen Namen Narova (statt General-Admiral) und Onega (statt Gerzog Edinburgski). Dazu wurde die Bewaffnung ausgebaut und durch vier 75-mm-Geschütze ersetzt. Die Takelage wurde durch einen Vormast und einen leichten Hauptmast ersetzt und ein Brückenaufbau aufgesetzt. Die Schiffe erhielten Stauraum für ca. 700 Minen. Bei der Narova wurden außerdem 1913 die Kessel durch sechs Schmalrohr-Wasserkessel vom Typ Belleville ersetzt. Onega wurde ab 1915 als Minenlager-Hulk und für andere Hafendienste verwendet. Narova blieb als Minenleger im Einsatz war 1918 kurz in deutsch-finnischen Händen. Sie wurde 1924 in 25. Oktyabrya umbenannt und diente bis zur Außerdienststellung 1937 als Schulschiff.